# تپه سیاه‌کوه
تپه سیاه کوه مربوط به سده‌های اولیه دوران‌های تاریخی پس از اسلام است و در شهرستان رودبار، بخش خورگام، دهستان دلفک، روستای گردویشه واقع شده و این اثر در تاریخ ۲۷ اسفند ۱۳۸۶ با شمارهٔ ثبت ۲۲۵۱۸ به‌عنوان یکی از آثار ملی ایران به ثبت رسیده است.